# Göran Thorell
Göran Thorell (født 24. maj 1954) er en svensk skuespiller, der har medvirket i mere end 35 film og tv-serier. Han er uddannet fra Teaterhögskolan i Stockholm.

## Udvalgt filmografi
- Varuhuset (tv-serie, 1988)
- Kaninmannen (1990)
- Pip-Larssons (tv-serie, 1998)
- Den bedste sommer (2000)
- Pelle Haleløs og den store skattejagt (2000)
- Rederiet (tv-serie, 2001)
- Evert (2001)
- Wallander (tv-serie, 2005)
- Livet i Fagervik (tv-serie, 2008)
- Anno 1790 (tv-serie, 2011)
- Hypnotisøren (2012)
- Maria Wern (tv-serie, 2016)
- Frøken Frimans krig (tv-serie, 2016)
- Det som skjules i sneen (tv-serie, 2018)
- Conspiracy of Silence (tv-serie, 2018)
- Inden vi dør (tv-serie, 2019)
- Kærlighed og anarki (tv-serie, 2022)
- Alt og Eva (tv-serie, 2024)
- Doktrinen (tv-serie, 2024)